# Amy Tryon
Amy Tryon (* 24. Februar 1970 in Redmond, Washington; † 12. April 2012 in Duvall, Washington) war eine US-amerikanische Vielseitigkeitsreiterin. Sie nahm an zwei Olympischen Spielen teil.

## Werdegang
Tryon hatte durch ihre Mutter, die selbst ritt, früh Kontakt zu Pferden. Im Alter von nur einem Jahr bekam sie gemeinsam mit ihrer älteren Schwester ihr erstes eigenes Pony. Im Alter von fünf Jahren ritt sie erste Prüfungen. Sie studierte an der Central Washington University in Ellensburg. Amy Tryon war zunächst beruflich als Feuerwehrfrau tätig, den Reitsport betrieb sie nebenbei als Hobby. Es folgten mit ihrem Pferd Poggio II mehrere Championatsteilnahmen, so auch bei zwei Olympischen Spielen. Ihren größten Einzelerfolg hatte sie 2006, als sie bei den Weltreiterspielen im Aachen die Einzelbronzemedaille errang. Im selben Jahr gab sie ihren alten Beruf auf und wurde endgültig professionelle Reiterin. Tryon war 16 Jahre lang verheiratet, ihr Mann war ebenfalls in der Feuerwache tätig.
Einen Tiefpunkt in ihrer Karriere hatte Amy Tryon im Jahr 2007: Tryon ritt den Wallach Le Samurai beim Rolex Kentucky Three Day Event. Vor dem letzten Hindernis der Geländestrecke kam Le Samurai ins Straucheln und verletzte sich dabei, Tryon ritt dennoch bis in das Ziel. Nach dem Ritt wurde der Wallach in eine Tierklinik gebracht, musste aufgrund der Schwere der Verletzung jedoch eingeschläfert werden. Das FEI-Tribunal verurteilte sie zu einer zweimonatigen Sperre und einer Geldstrafe. Schuldmindernd wurde beurteilt, dass sie sich für ihr Fehlverhalten öffentlich entschuldigte, sie habe damals die Situation nicht erkannt und nicht korrekt reagiert. Bei einem absichtlichen Verhalten wäre eine Strafe bis hin zur lebenslangen Sperre möglich gewesen. Zudem wurde der Veranstalter vom FEI-Tribunal ermahnt, die Reiterin hätte viel früher vor dem Ziel gestoppt werden müssen.
Amy Tryon starb am 12. April 2012 im Schlaf, sie hatte sich zum Ausruhen hingelegt. Am Sonntag zuvor hatte ein Pferd Tryon den Kiefer ausgerenkt, nachfolgend wurde sie operiert. Infolgedessen habe sie nach Aussage ihres Ehemannes Muskelrelaxantien, Schmerzmittel und „anscheinend auch einige andere Sachen“ zu sich genommen. Bei der Obduktion wurde als Todesursache eine (versehentliche) Überdosis kombinierter Opiate festgestellt.

## Pferde
- Poggio II (* 1992, vormaliger Name: Chesterstimetoofly), brauner Englischer Vollblut-Wallach, Vater: Polynesian Flyer xx, Muttervater: Toooverprime xx, vormaliges Rennpferd.[7] Das Pferd fand Tryon über eine Kleinanzeige in den Seattle Times. Poggio, der vormals als Rennpferd in Galopprennen aktiv war, wurde hier als Packpferd für Bergtouren inseriert.[3]
- Woodstock (* 1994), brauner Englischer Vollblut-Wallach, Vater: Candy’s Gold xx, Muttervater: Norcliff xx, ab 2007 von Elinor Mac Phail geritten[8]
- Le Samurai (* 1995; † 2007), brauner Holsteiner Halbblut-Wallach, Vater: Sabotage, Muttervater: Out of the east xx[9][10]

## Erfolge
Olympische Sommerspiele
- 2004, Athen: mit Poggio II 3. Platz mit der Mannschaft und 6. Platz in der Einzelwertung
- 2008, Hongkong: mit Poggio II 7. Platz mit der Mannschaft (Sturz auf der Geländestrecke)

Weltreiterspiele
- 2002, Jerez de la Frontera: mit Poggio II 1. Platz mit der Mannschaft und 45. Platz in der Einzelwertung
- 2006, Aachen: mit Poggio II 4. Platz mit der Mannschaft und 3. Platz in der Einzelwertung

Erfolge bei CCI 4*-Turnieren
- 2002, CCI 4* Lexington: 3. Platz mit Poggio II
- 2006, CCI 4* Lexington: 5. Platz mit Woodstock[3][11]